# Indonesia Open
L'Indonesia Open è stato un torneo femminile di tennis che si giocava a Giacarta in Indonesia. La superficie utilizzata era il cemento.

## Albo d'oro

### Singolare
| Anno | Campionessa     | Finalista       | Punteggio     |
| ---- | --------------- | --------------- | ------------- |
| 1993 | Yayuk Basuki    | Ann Grossman    | 6–4, 6–4      |
| 1994 | Yayuk Basuki    | Florencia Labat | 6–4, 3–6, 7–6 |
| 1995 | Sabine Hack     | Irina Spîrlea   | 2–6, 7–6, 6–4 |
| 1996 | Linda Wild      | Yayuk Basuki    | Walkover      |
| 1997 | Naoko Sawamatsu | Yuka Yoshida    | 6–3, 6–2      |

### Doppio
| Anno | Campionesse                        | Finalista                          | Punteggio     |
| ---- | ---------------------------------- | ---------------------------------- | ------------- |
| 1993 | Nicole Arendt / Kristine Radford   | Amy de Lone / Erika de Lone        | 6–3, 6–4      |
| 1994 | Nicole Arendt / Kristine Radford   | Kerry-Anne Guse / Andrea Strnadová | 6–2, 6–2      |
| 1995 | Claudia Porwik / Irina Spîrlea     | Laurence Courtois / Nancy Feber    | 6–2, 6–3      |
| 1996 | Rika Hiraki / Naoko Kijimuta       | Laurence Courtois / Nancy Feber    | 7–6, 7–5      |
| 1997 | Kerry-Anne Guse / Kristine Radford | Lenka Němečková / Yuka Yoshida     | 6–4, 5–7, 7–5 |